# Alexandre Mattos
Alexandre Mattos (Belo Horizonte, 7 de maio de 1976) é um diretor de futebol brasileiro. Atualmente é diretor-executivo de futebol do Santos.
Seus trabalhos de maior destaque foram a frente das equipes bicampeãs brasileiras de Cruzeiro, em 2013 e 2014, e de Palmeiras, em 2016 e 2018. Entre 2013 e 2016, foi eleito por quatro vezes consecutivas pela CONAFUT como o melhor diretor executivo de futebol do Brasil.
Possui formação na Fundação Getulio Vargas (FGV) na área de Crescimento & Desenvolvimento. Na Universidade Federal de Minas Gerais (UFMG) e na Faculdade Promove de Minas Gerais. Também é formado em cursos pela FIFA e pela UEFA.

## Carreira
Alexandre começou a carreira de executivo de futebol em 2005, no América Mineiro. O clube estava à época na Série C, e após cinco anos conquistou o acesso à elite do futebol nacional.
Em 2012, o dirigente foi contratado pelo Cruzeiro, e passou a ser apontado como responsável por uma transformação dentro do setor no clube, atraindo investimentos e parcerias para a criação de um elenco competente de atletas. O resultado veio com os títulos do Campeonato Mineiro de 2014 e os Campeonatos Brasileiros de 2013 e 2014, conquistado pela equipe mineira.
Em maio de 2014, Mattos foi eleito pela Brasil Sports Market o melhor diretor-executivo de futebol do Brasil.
O título e os bons resultados de sua direção o tornaram um dos dirigentes mais cobiçados do país e alvo de especulações, sendo sondado por equipes como Flamengo em mais de uma ocasião, no fim de 2013 e em maio de 2014, com a queda de Paulo Pelaipe.
Apesar da boa fase, o dirigente recebeu suspensão de 120 dias imposta pelo Superior Tribunal de Justiça Desportiva (STJD) por ofensas à bandeira Fernanda Colombo.
Em janeiro de 2015, passou a atuar pelo Palmeiras. Fez uma enorme reformulação no clube, que quase foi rebaixado no ano anterior, no elenco, na infraestrutura física e de profissionais. Mattos apresentou 25 reforços para a temporada 2015 (número elevado para os padrões do país), sendo o último, Thiago Santos, volante com passagem pelo América-MG. Ainda em 2015, obteve resultado em seu primeiro ano de trabalho no Palmeiras, após a conquista do título da Copa do Brasil de 2015 e o vice-campeonato paulista daquele ano.  
O bom trabalho feito no Palmeiras foi um dos pilares que garantiu à equipe ser campeã do Campeonato Brasileiro de 2016. Com isso, Alexandre Mattos mantém a impressionante média de 1 título nacional no Brasil por ano, desde 2013. 
Após conquistar o Campeonato Brasileiro de 2016, iniciaram-se especulações sobre sua saída do Palmeiras, por haver interesses de outros clubes em seu trabalho. Porém, no dia 9 de dezembro de 2016, Mattos renovou seu contrato com o Palmeiras por mais 2 anos, permanecendo, assim, até dezembro de 2018. 
Em 2017, fez diversas contratações no Palmeiras com valores expressivos, trazendo inclusive Miguel Borja (eleito o melhor jogador das Américas em 2016), mas acabou sendo eliminado nas oitavas de final de Libertadores, terminando o ano apenas com o vice Campeonato Brasileiro.  
Em 2018, foi campeão brasileiro novamente pelo Palmeiras. Havia incerteza sobre seu destino em 2019, pois seu contrato com o Palmeiras se encerraria em 31 de dezembro de 2018. No entanto, em 27 de novembro de 2018, apesar de sondagens de clubes como o Flamengo, o Palmeiras anunciou a renovação com Alexandre Mattos até o fim da gestão de Maurício Galiotte, reeleito à presidência do Palmeiras, válido até dezembro de 2021. Em 1 de dezembro de 2019, após a derrota para o Flamengo no Allianz Parque por 3 a 1, cumulando com a crise vivida pelo clube e após diversos protestos por parte da torcida, Mattos foi demitido do Palmeiras, encerrando assim sua passagem de 5 anos no clube alviverde.  
No início de 2020, Mattos chegou a um acordo para assumir a direção do clube inglês Reading. Porém, após ter o visto de trabalho negado pelo governo britânico, retornou ao Brasil e acertou com o Atlético Mineiro até o fim de 2021. Ele esteve a frente de uma reformulação no grupo de jogadores do clube durante a temporada de 2020, negociando a contratação de 11 atletas para o elenco profissional. Em janeiro de 2021, a diretoria recém-empossada comunicou a saída de Mattos do cargo.
Em janeiro de 2022 vai trabalhar no Athletico Paranaense, onde permanece até dezembro de 2023, tendo a opção e o desejo do clube, de uma renovação por mais quatro anos, porém opta por não renovar e deixar o clube.
Em sua passagem pelo clube, foi responsável pela compra do atacante Vitor Roque, por 24 milhões de reais, e também por sua venda, por 240 milhões de reais, podendo chegar à 336 milhões de reais (uma das maiores do futebol brasileiro).
Foi também responsável por montar o elenco que garantiu a vice-liderança na Copa Libertadores e ganhou o título no Campeonato Paranaense de 2023, de forma invicta, feito realizado pela última vez há 70 anos.
Em dezembro de 2023 deixa o Athletico Paranaense, clube onde trabalhou por dois anos, para assinar contrato com o Vasco da Gama para assumir o cargo de Diretor-Executivo de Futebol do clube Cruzmaltino até dezembro de 2025
Em 21 de março de 2024, após 100 dias de sua chegada, é desligado do cargo de Diretor-Executivo de Futebol no Vasco da Gama devido a incompatibilidade de ideias com a SAF do clube. Na mesma semana de sua demissão, vazou nas redes sociais, prints da conversa de Mattos com um jornalista, via Whatsapp, expondo alguns bastidores de negociações e a relação com a 777 partners. A empresa norte-americana não gostou do vazamento de informações e o chamou para conversar. Alexandre Mattos admitiu que os prints vazados foram o estopim para sua demissão.
Em 15 de abril de 2024, menos de um mês após sua demissão, Mattos foi anunciado como diretor executivo do América Mineiro, tendo seu contrato válido até o fim da temporada. Ele retorna ao clube após 13 anos. Após 15 dias que assumiu o cargo, a diretoria do America Mineiro confirmou sua saída para o Cruzeiro.
Em 5 de maio de 2024, retornou ao Cruzeiro após dez anos para o cargo de diretor executivo. O dirigente deixou o América após um convite de Pedro Lourenço, dono da SAF da Raposa.
Em 2 de julho de 2024, foi anunciado como CEO do Cruzeiro, ocupando as pastas de direção executiva de futebol, bem como de administração e planejamento do clube celeste. No dia 2 de junho de 2025, o Cruzeiro oficializou a saída de Alexandre Mattos do cargo de CEO.
No dia 5 de junho de 2025, o Santos anunciou a contratação de Alexandre Mattos. Mattos chega ao Peixe para assumir a função de executivo de futebol do Peixe.